# Nossa Senhora do Ó
Nossa Senhora do Ó ou Nossa Senhora da Expectação é uma devoção mariana surgida em Toledo, na Espanha, remontando à época do X Concílio, presidido pelo arcebispo Santo Eugênio, quando se estipulou que a festa da Anunciação fosse transferida para o dia 18 de Dezembro. Sucedido no cargo por seu sobrinho, Santo Ildefonso, este determinou, por sua vez, que essa festa se celebrasse no mesmo dia, mas com o título de Expectação do Parto da Beatíssima Virgem Maria.

## Em Portugal

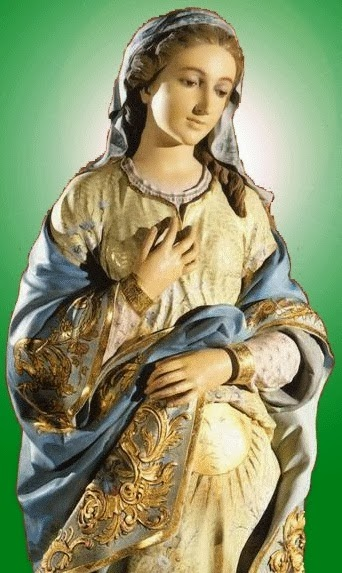
Expectação do parto de Nossa Senhora.

Em Portugal, o culto à Expectação do Parto, ou a Nossa Senhora do Ó, teria se iniciado em Torres Novas (SANTA MARIA, Frei Agostinho de. Santuário Mariano), onde uma antiga imagem da Senhora era venerada na Capela-mor da Igreja Matriz de Santa Maria do Castelo. Esta imagem era conhecida à época de D. Afonso Henriques por Nossa Senhora de Almonda (devido ao rio Almonda, que banha aquela povoação), à época de D. Sancho I por Nossa Senhora da Alcáçova (c. 1187) ou, a partir de 1212, quando se lhe edificou (ou reedificou) a igreja, por Nossa Senhora do Ó. Esta imagem é descrita pelo mesmo autor como:
É esta santa imagem de pedra mas de singular perfeição. Tem de comprimento seis palmos. No avultado do ventre sagrado se reconhecem as esperanças do parto. Está com a mão esquerda sobre o peito e a direita tem-na estendida. Está cingida com uma correia preta lavrada na mesma pedra e na forma de que usam os filhos de meu padre Santo Agostinho.
Registam-se outras imagens da Senhora do Ó em Águas Santas, em Elvas, em Tomar, em Viseu e em Sobral da Adiça.
Nossa Senhora do Ó é a padroeira de trinta e três freguesias portuguesas, situadas na sua maioria nas dioceses mais setentrionais do país:
- Águas Santas (Diocese do Porto);
- Aguim (até 11 de Junho de 1993 chamada Nossa Senhora do Ó de Aguim, na Diocese de Aveiro);
- Ançã (Diocese de Coimbra);
- Aveleda (Diocese de Braga);
- Barcouço (Diocese de Coimbra);
- Cadima (Diocese de Coimbra);
- Carvoeira (Patriarcado de Lisboa);
- Carvoeiro (Diocese de Viana do Castelo);
- Corvite (Guimarães), festa no primeiro fim de semana de Maio;
- Covelo (Diocese do Porto);
- Duas Igrejas (Diocese do Porto);
- Estela (Diocese do Porto);
- Freixo da Serra (Diocese da Guarda);
- Guia (Diocese de Coimbra);
- Gulpilhares (Diocese do Porto);
- Vilar (chamada Santa Maria de Vilar), (Diocese do Porto);
- Lordelo (Diocese de Viana do Castelo);
- Mire de Tibães (Diocese de Braga);
- Nogueira (Diocese do Porto);
- Olaia (Diocese de Santarém);
- Paião (Diocese de Coimbra);
- Reveles (povoação de Verride) (Diocese de Coimbra);
- Vila Cova, arciprestado de Barcelos (Diocese de Braga)
- Vilar (Patriarcado de Lisboa);
- Alcanadas - Aldeia da Diocese de Leiria - Fátima;
- Valada do Ribatejo (Diocese de Santarém);
- Rio de Fornos, Vinhais (Diocese de Bragança);
- Carvalhal de Cheleiros Mafra-Lisboa;
- Alvarelhos, Valpaços (Diocese de Vila Real);
- Sobral da Adiça, Moura (Diocese de Beja);
- Sandim (Diocese do Porto);
- Sousela, Lousada (Diocese do Porto)
- Pé de Moura, Lomba - Gondomar (Diocese do Porto).

## No Brasil

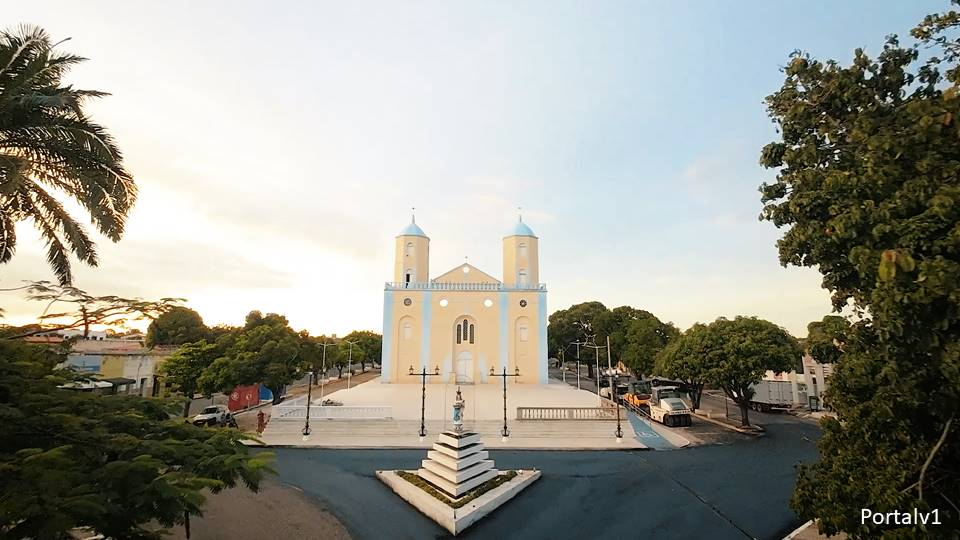
Igreja Matriz de Nossa Senhora do Ó e Conceição - Valença do Piauí.

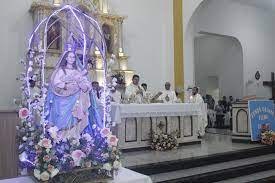
Imagem de Nossa Senhora do Ó e Conceição - Valença do Piauí.

No Brasil, a devoção iniciou-se à época desde o início da colonização, com o Capitão donatário Duarte Coelho, na Capitania de Pernambuco. Tendo fundado a vila de Olinda, nessa povoação erigiu-se uma igreja sob a invocação de São João Batista, administrada por militares, onde era venerada uma imagem de Nossa Senhora da Expectação ou do Ó. De acordo com Frei Vicente Mariano, também se tratava de uma imagem pequena com cerca de dois palmos de altura, entalhada em madeira e estofada, de autoria e origem desconhecida. A tradição reputa esta imagem como milagrosa, tendo vertido lágrimas em 28 de Julho de 1719.
A partir dessa primitiva imagem em Olinda, a devoção se espalhou em terras brasileiras graças a cópias na Ilha de Itamaracá, em Goiana, em Ipojuca e em São Paulo. Nesta última, em casa da família de Amador Bueno e na do bandeirante Manuel Preto, que fundou a igreja e o bairro bem conhecidos até hoje.
Os bandeirantes, por sua vez, levaram a devoção para Minas Gerais, onde, em Sabará, se erige a magnífica Capela de Nossa Senhora do Ó, em estilo indo-europeu, atualmente tombada pelo Iphan. É venerada também em Icó onde fazem uma grande festa anual e em Mosqueiro (ilha distrital de Belém-PA), onde ocorre um Círio em sua homenagem.
Em Alagoas a devoção remonta-se ao século XVIII e está associada a Ordem Terceira do Carmo. Segundo o ABC das Alagoas (p. 223) "Ao lado do Convento e Igreja do Carmo está a Ordem Terceira, edificada no antigo local da capela de N.S. do Ó. Construção do século XVIII, ainda conserva sua fachada primitiva, com frontão recortado, composição movimentada e portada original, encontrando-se, porem ruínas, desprovido de cobertura e coro. O interior, descaracterizado, possui retábulo e altar-mor em alvenaria substituindo os primitivos".
Em Traipu-AL, segunda freguesia do Baixo São Francisco, na Paróquia de Nossa Senhora do Ó é mantido um novenário há mais de um século. Segundo relatos, desde o século XIX foi instituída a Novena de Nossa Senhora do Ó, em latim. A obra, provida de antífonas, até os dias atuais é celebrada pelo pároco nos modos antigos (de costas para a assembléia).
A novena foi composta em estilo clássico-musical: Coro misto e ensemble (flauta, clarinetas, trompete, trombones, bombardino Bb e harmônio).
No Piauí essa devoção inicia-se em uma das primeiras vilas que formou o estado, hoje cidade de Valença do Piauí.  A história de Nossa Senhora do Ó em Valença começou com a construção de uma capela em 1717, feita por devotos de Nossa Senhora da Expectação do Parto. Hoje, tem-se em Valença uma exuberante demonstração de fé e religiosidade a Nossa Senhora do Ó e Conceição, em um dos festejos mais tradicionais, belos e grandiosos do estado, que acontece no mês de dezembro, dentro do período natalino, se tornando assim um convite e acolhida a todos que por lá passarem. 

## Iconografia

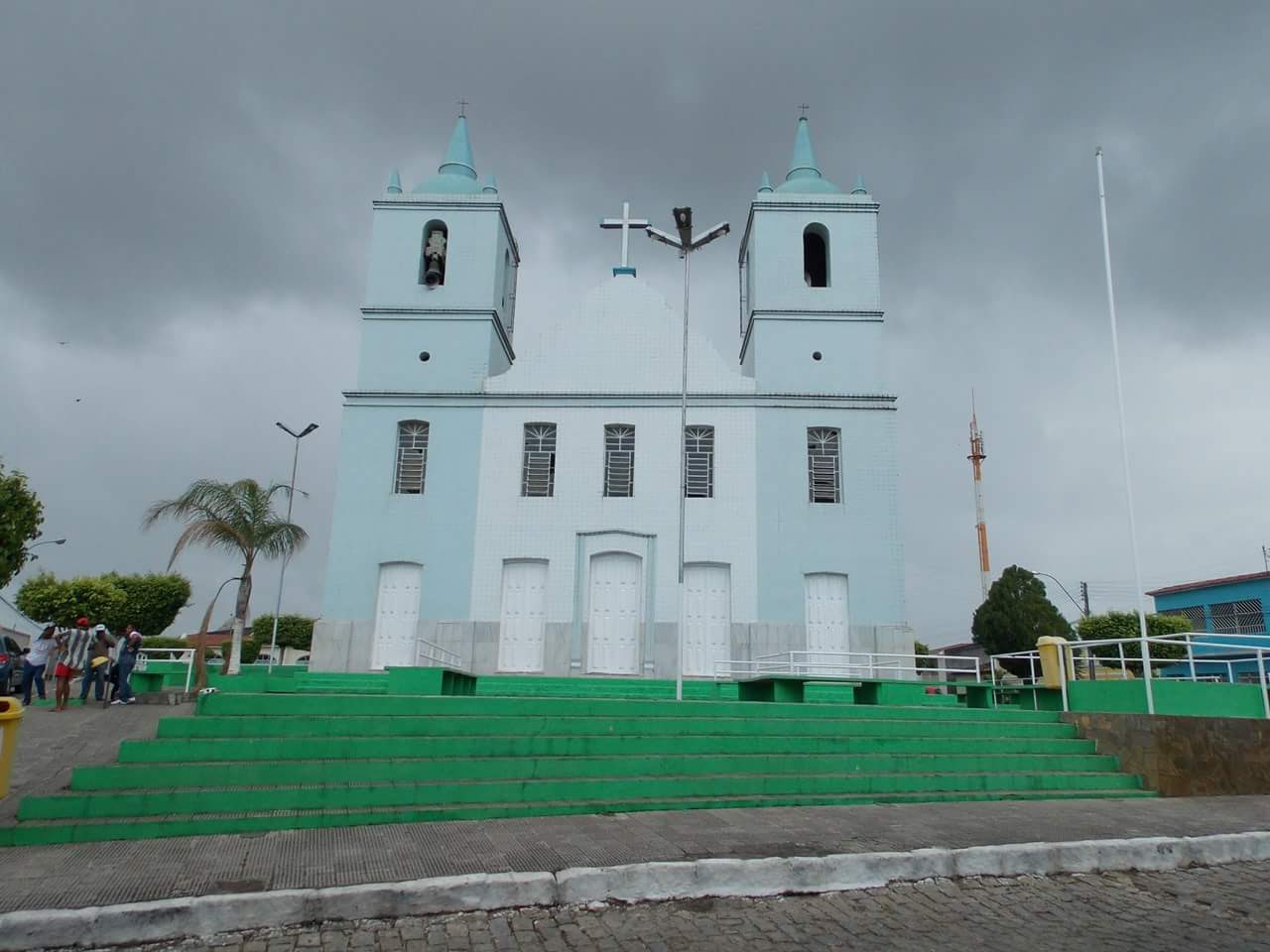
Igreja Nossa Senhora do Ó, Traipu - AL.

A imagem de Nossa Senhora do Ó sempre apresenta a mão esquerda espalmada sobre o ventre avantajado, em fase final de gravidez. A mão direita pode também aparecer em simetria à outra ou levantada. Encontram-se imagens com esta mão segurando um livro aberto ou também uma fonte, ambos significando a fonte da vida. Em Portugal essas imagens costumavam ser de pedra e, no Brasil, de madeira ou argila.